# 弗里伦多夫
弗里伦多夫是德国黑森州的一个市镇。总面积85.82平方公里，总人口7707人，其中男性3891人，女性3816人（2011年12月31日），人口密度90人/平方公里。